# Gillis Bildt
Nam tước Didrik Anders Gillis Bildt (16 tháng 10 năm 1820 – 22 tháng 10 năm 1894) là nghị sĩ, sĩ quan quân đội và thủ tướng Thụy Điển từ năm 1888 đến 1889.